# Cymothales capensis
Cymothales capensis är en insektsart som beskrevs av Mansell 1987. Cymothales capensis ingår i släktet Cymothales och familjen myrlejonsländor. Inga underarter finns listade i Catalogue of Life.